# Eugenio Zampighi
Eugenio Zampighi, né en 1859 à Modène, et mort en 1944 à Maranello, est un artiste peintre et photographe italien, principalement de sujets de genre.

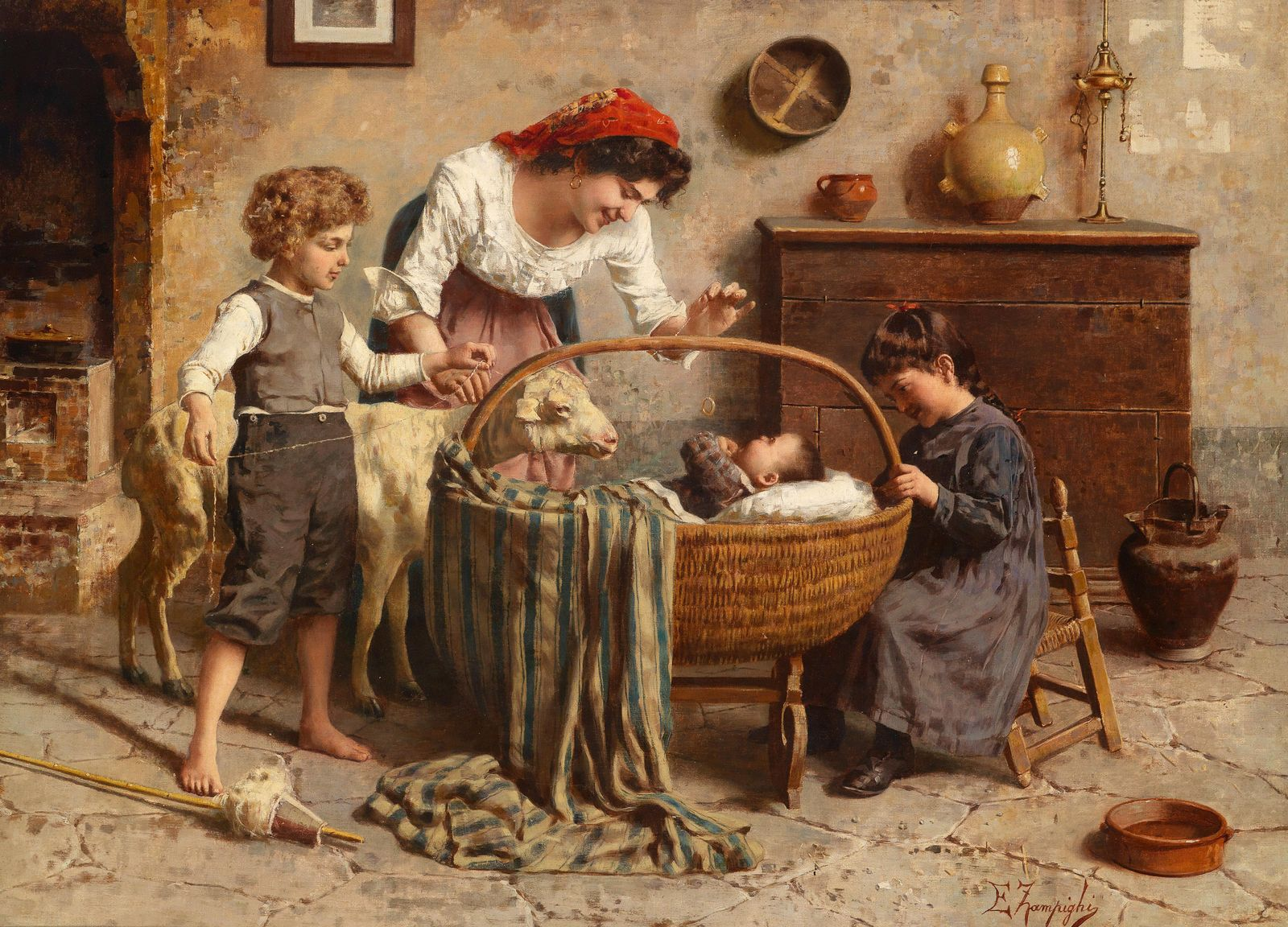
Scène de famille idyllique avec le nouveau-né.

## Biographie
Eugenio Zampighi s'inscrit à l'Académie des Beaux-Arts de Modène, et reçoit les enseignements sous la direction d'Antonio Simonazzi. Très jeune, et dès ses premières peintures d'histoire, il a été influencé par le peintre modénois Giovanni Muzzioli. Après avoir remporté le Prix Poletti pour la peinture en 1880, avec son entrée, Un rétiaire blessé dans l'amphithéâtre Flavien, il a eu l'occasion de poursuivre ses études d'abord à Rome puis à Florence où il s'installe définitivement en 1884. Dans les années 1880, il commence à produire un répertoire de scènes de genre, qui connaît un succès extraordinaire sur le marché de l'art et lui apporte des commandes internationales, influencé par le style de Gaetano Chierici et par l'école florentine des Macchiaioli. Il travailla  surtout dans ces dernières villes plus tard dans son parcours.
Son travail intense en tant que photographe fut pour la plupart orienté vers sa peinture et se déroulait principalement dans son atelier à l'aide de modèles en costume paysan ou de la robe des gens du peuple. Après avoir pris ces photographies, l'artiste les a utilisées pour créer une image joyeuse et idyllique de la vie rurale italienne, dépourvue de toute critique sociale, si appréciée par les touristes étrangers que cela l'a amené à produire une série des mêmes stéréotypes retardataires jusqu'aux premières décennies du XXe siècle.

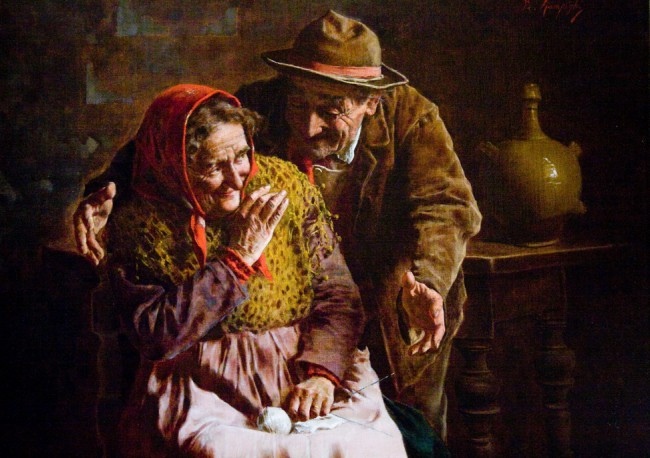
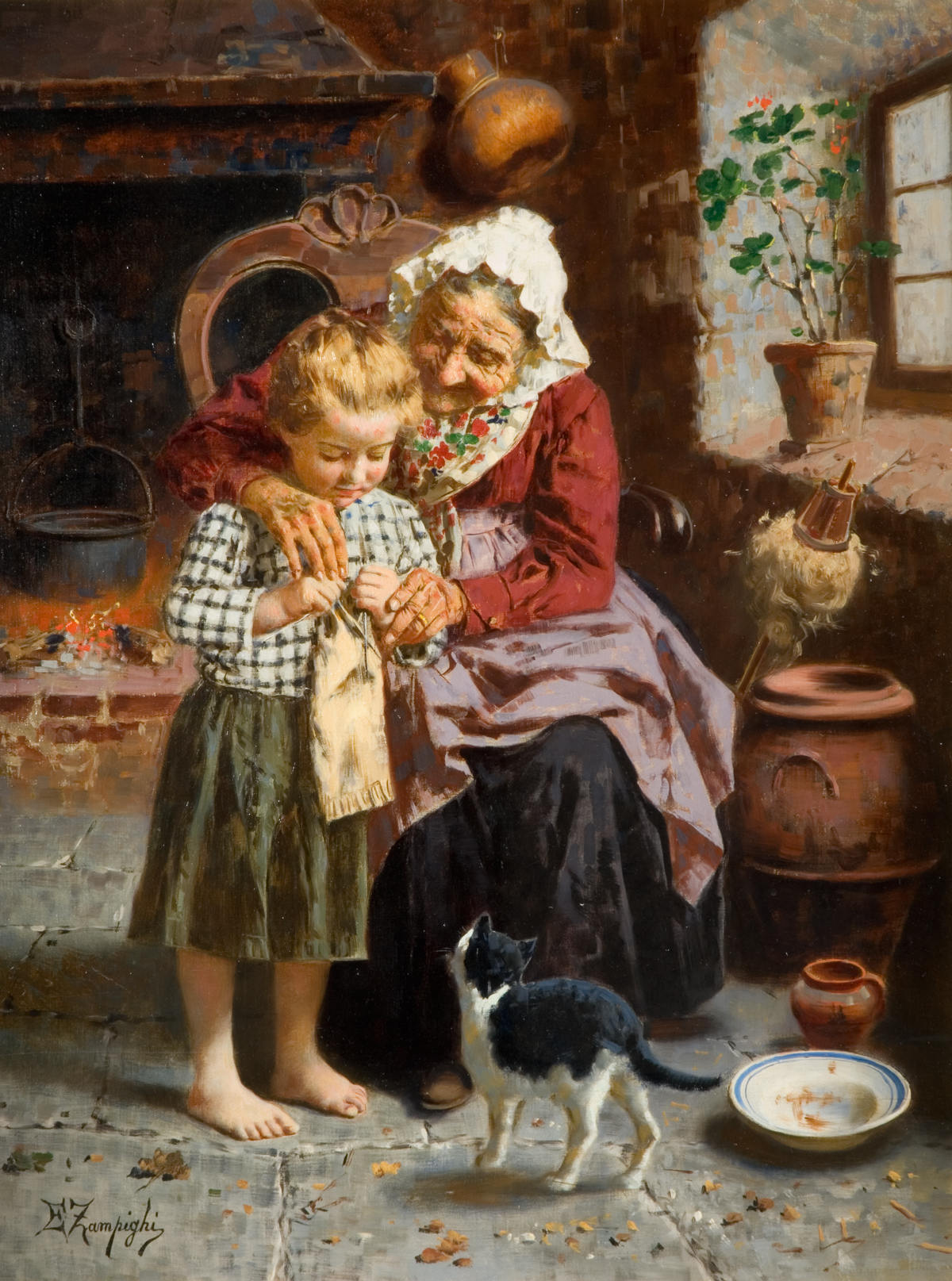
Sa Première Leçon
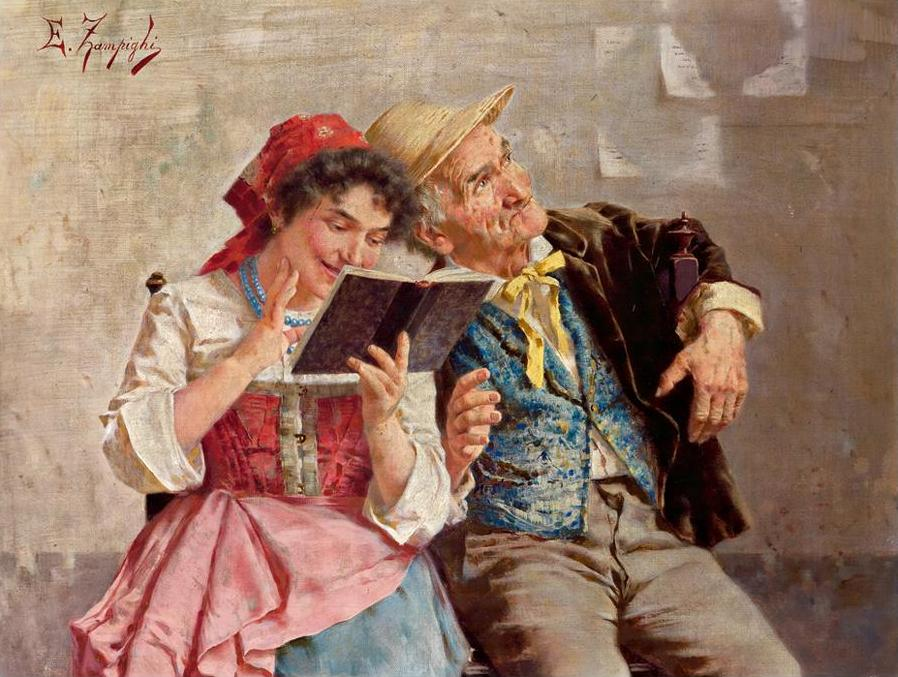
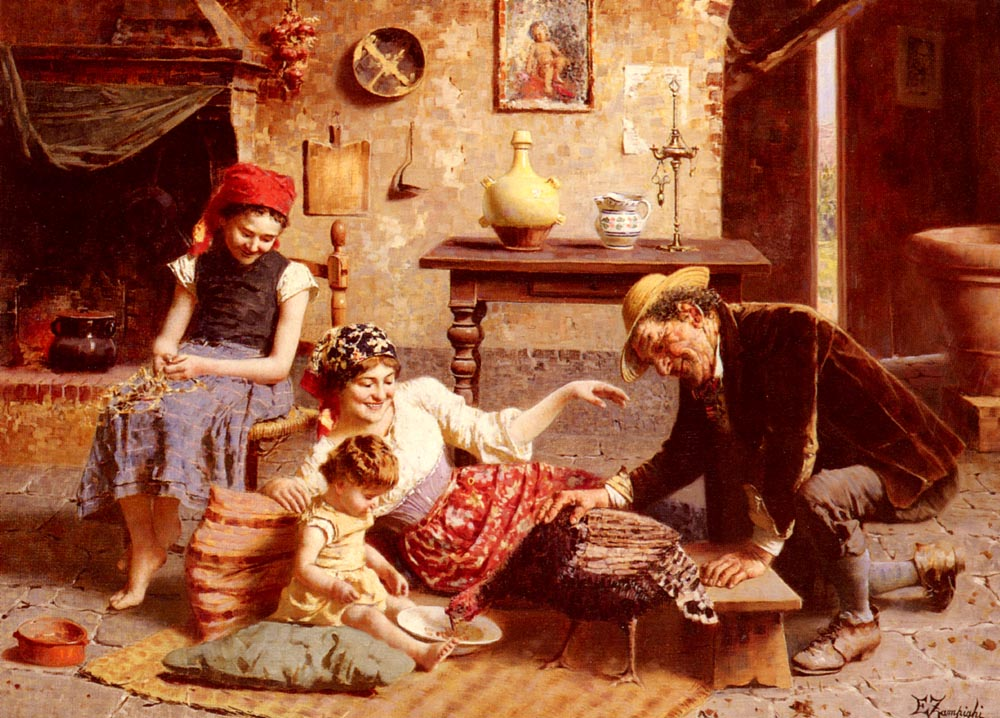
Une famille heureuse